# Arlon (1953)
Arlon (M915) – belgijski trałowiec z lat 50. XX wieku, jedna z 26 zbudowanych dla Belgijskiej Marynarki Wojennej jednostek amerykańskiego typu Adjutant. Stępkę okrętu położono we wrześniu 1951 roku w stoczni Hodgdon Brothers w East Boothbay, a w skład marynarki wojennej Belgii został przyjęty 30 października 1953 roku. W 1966 roku jednostka została przekazana Norwegii i wcielona do marynarki wojennej pod nazwą „Alta”. Jednostkę wycofano ze służby w 1996 roku.

## Projekt i budowa
Projekt trałowców typu Adjutant (Blackbird) powstał jako rozwinięcie drugowojennych jednostek typu YMS . Okręty miały w większości zasilić floty państw sojuszniczych, w ramach Major Defense Acquisition Program (MDAP) . Spośród 159 zbudowanych jednostek oryginalnego typu Blackbird tylko 20 zasiliło United States Navy, a wiele zbudowano za granicą z amerykańską i brytyjską pomocą .
Przyszły „Arlon” zbudowany został w stoczni Hodgdon Brothers w East Boothbay . Stępkę okrętu położono we wrześniu 1951 roku, nieznana jest data wodowania . Jednostka miała nosić oznaczenie MSC-104. Budowę trałowca ukończono 31 stycznia 1953 roku.

## Dane taktyczno-techniczne
Okręt był przybrzeżnym, małomagnetycznym trałowcem o długości całkowitej 44 metry (42 metry między pionami), szerokości 8,3 metra i zanurzeniu 2,6 metra. Kadłub okrętu wykonany był z drewna. Wyporność standardowa wynosiła 330 ton, a pełna 390 ton . Okręt napędzany był przez dwa silniki wysokoprężne General Motors 8-268A o łącznej mocy 880 KM, napędzających dwie śruby . Prędkość maksymalna jednostki wynosiła 13,5 węzła . Zapas paliwa wynosił 28 ton, co zapewniało zasięg 2700 Mm przy prędkości 10,5 węzła.
Uzbrojenie artyleryjskie jednostki składało się początkowo z podwójnego zestawu działek plot. kalibru 20 mm Oerlikon L/70 Mark 24 . Wyposażenie trałowe obejmowało trały: mechaniczny, elektromagnetyczny i akustyczny . Wyposażenie radioelektroniczne obejmowało radar nawigacyjny Decca 1229 oraz kadłubowy sonar AN/UQS-1 .
Załoga okrętu składała się z 36 oficerów, podoficerów i marynarzy .

## Służba
„Arlon” został przyjęty w skład Belgijskiej Marynarki Wojennej 30 października 1953 roku . Okręt otrzymał numer burtowy M915. W 1966 roku trałowiec został przekazany Norwegii i wszedł do służby w Sjøforsvaret pod nazwą „Alta” 23 maja 1966 roku  . Okręt otrzymał numer taktyczny M314 . W latach 70. wymieniono uzbrojenie artyleryjskie, instalując zamiast podwójnego zestawu działek Oerlikona dwa pojedyncze działka Rheinmetall Rh202 Mk 20 L/85 tego samego kalibru . Kąt podniesienia lufy wynosił 55°, szybkostrzelność 1000 strz./min, zaś donośność 2000 metrów. Wymieniono też radar na Decca TM-1226 . Jednostkę wycofano ze służby w 1996 roku .